# LIPSTICK / 拉姆的情歌
《LIPSTICK / 拉姆的情歌》（日语：LIPSTICK / ラムのラブソング）是韓國的女子組合橙子焦糖的第2張日語單曲，2012年12月12日由avex trax發售。

## 概要
- 《LIPSTICK / 拉姆的情歌》是橙子焦糖第一張2A單曲。
- 《LIPSTICK <Japan Ver.>》是橙子焦糖第1張正規韓語專輯《LIPSTICK》主打曲《Lipstick》的日語版本。
- 《拉姆的情歌》是翻唱自人氣卡通「福星小子」片頭曲。
- 《Milkshake <Japan Ver.>》是橙子焦糖第1張正規韓語專輯《LIPSTICK》收錄曲《Milkshake》的日語版本。
- 此單曲有4個版本，分別有「CD+DVD Lipstick Edition」、「CD+DVD Lum-chan Edition」、「CD+DVD Variety Edition」和「CD ONLY」。「CD+DVD Lipstick Edition」收錄了《LIPSTICK》的PV和Making，「CD+DVD Lum-chan Edition」收錄了《拉姆的情歌》的PV和Making，「CD+DVD Variety Edition」收錄了「橙子焦糖Channel! ～橙子焦糖討厭懲罰遊戲啦♥～」的片段。
- 在12月24日於公信榜单曲週排行榜取得第12位。

## 收錄内容

### CD
1. LIPSTICK <Japan Ver.>
2. 拉姆的情歌
3. Milkshake <Japan Ver.>
4. LIPSTICK (Instrumental)
5. 拉姆的情歌 (Instrumental)
6. Milkshake (Instrumental)

### DVD

#### Lipstick Edition
1. LIPSTICK <Japan Ver.>（PV）
2. LIPSTICK（Dance Move）
3. LIPSTICK / 拉姆的情歌（Making）

#### Lum-chan Edition
1. 拉姆的情歌（PV）
2. 拉姆的情歌（Making）

#### Variety Edition
1. 橙子焦糖Channel! ～橙子焦糖討厭懲罰遊戲啦♥～